# Vrijheer
|  | Dieser Artikel oder Abschnitt wurde wegen inhaltlicher Mängel auf der Qualitätssicherungsseite der Redaktion Geschichte eingetragen (dort auch Hinweise zur Abarbeitung dieses Wartungsbausteins). Dies geschieht, um die Qualität der Artikel im Themengebiet Geschichte auf ein akzeptables Niveau zu bringen. Dabei werden Artikel gelöscht, die nicht signifikant verbessert werden können. Bitte hilf mit, die Mängel dieses Artikels zu beseitigen, und beteilige dich bitte an der Diskussion! |

Mit Vrijheer oder Heer wurde während des Ancien Régime der Herrscher über eine Herrlichkeit in den heutigen Niederlanden betitelt. Er war in der Regel ein Lehnsmann seines Landesherrn, der die Autorität über ihn ausübte.
Die ältesten Herrlichkeiten entstanden aus den allodialen Besitz, worin der Heer die absolute Macht besaß. Später entwickelte sich daraus die Lehensherrschaft, indem der Besitz des vormaligen Freien Herren einem höheren Adeligen (Landesherr) unterstellt war, der in den Niederlanden ein Graf, Herzog, Fürstbischof oder Fürstabt sein konnte. Bei der Variante, wo der Heer direkt vom Kaiser/König und später von den Generalstaaten sein Lehen bezog, ist vom Bannerherr oder von einer reichsunmittelbaren Herrlichkeit die Rede. Jene konnten sich dem Einfluss eines höhergestellten Adeligen entziehen und daher ihre Unabhängigkeit behalten. Eine der selbständig gebliebenen Herrlichkeiten war die Herrschaft Ravenstein. Eine andere Entwicklung vollführte die Herrschaft Mechelen, die vom Kaiser selbst regiert wurde und somit auch unabhängig geblieben ist. In seiner Herrlichkeit besaß der Heer eine große Anzahl von Rechten, auch in der Justiz:
- bei der Niederen Herrlichkeit (Ambachtsherrlichkeit) oder Grundherrlichkeit besaß der Heer zivilrechtliche Rechtsprechung bei geringen Vergehen
- bei der Mittelbaren Herrlichkeit besaß der Heer einen größeren Umfang an juristischer und zivilrechtlicher Gesetzessprechung
- bei der Hohen Herrlichkeit besaß der Heer oder Vrijheer auch das Befugnis bei schwerwiegenden Übertretungen auch höchste Strafen, wie die Todesstrafe (Halsrecht) auszusprechen

Eine Anzahl weiterer Rechte, welche dem Heer in seiner Herrlichkeit zustanden, waren unter anderem das Zehntrecht, Mühlenrecht, Bannrecht, Steuerrecht und Tributrecht, Jagdrecht, Fischereirecht, das Recht zur Ernennung von Trägern lokaler öffentlicher Ämter und das Recht zur Haltung von Schwänen. Dem Heer zur Seite stand die Schöffenbank, welche die Rechtsprechung ausführte, und einen Teil der jeweiligen Dorfverwaltung ausmachte.
Nach der Abschaffung des Ancien Régime bei der Besetzung der Österreichischen Niederlande durch die Franzosen und der Ausrufung der Batavischen Republik im Jahre 1795 wurden alle Herrlichen Rechte aufgehoben. Zum Teil wurden sie aber im Jahre 1848 wiederhergestellt, so unter anderem das Jagdrecht und das Fischereirecht. Das Recht, die lokalen Gemeindeposten zu besetzen, verloren die belgischen Heeren mit der Verfassung des Königreichs Belgien im Jahre 1831; in den Niederlanden im bereits erwähnten Jahre 1848. Das wirkliche Ende markiert in den Niederlanden das Jahr 1923 mit der Abschaffung der letzten Herrlichen Rechte, der Wildrechte. Hiernach hatten die meisten Heeren ihren Titel verloren, einige andere konnten einen Titel weiterführen.